# Дендробиум благородный
Дендробиум благородный, или Дендробиум нобиле (лат. Dendrobium nobile), — многолетнее травянистое растение семейства Орхидные (Orchidaceae).

## Этимология
Видовое название образовано от латинского слова «nobilis», которое имеет несколько значений: известный, заметный, славный, знаменитый, благородный, высокородный, знатный, превосходный, отличный.
Вид не имеет устоявшегося русского названия, в русскоязычных источниках чаще используется научное название Dendrobium nobile.
Английское название — The Noble Dendrobium.
Тайское название — Ueang Kao Kiu.

## Синонимы
По данным Королевских ботанических садов в Кью. 

Гомотипные синонимы:
- Callista nobilis (Lindl.) Kuntze, 1891

Гетеротипные синонимы:
- Dendrobium nobile var. nobilius Rchb.f., 1833
- Dendrobium coerulescens Wall. ex Lindl., 1838
- Dendrobium lindleyanum Griff., 1851
- Dendrobium nobile var. formosanum Rchb.f., 1883
- Dendrobium nobile var. virginale, 1900
- Dendrobium formosanum (Rchb.f.) Masam., 1933
- Dendrobium nobile f. nobilius (Rchb.f.) M.Hiroe, 1971
- Dendrobium nobile var. alboluteum Huyen & Aver., 1989

## Биологическое описание
Симподиальные полиморфные растения средних размеров.
Псевдобульбы в начале роста прямостоячие, с возрастом поникающие, 60-90 см длиной, 1,5-2 см толщиной. Зрелые псевдобульбы сбрасывают все листья и постепенно приобретают желтоватый цвет, через 2-4 года отмирают. На верхушках старых псевдобульб образуются детки.
Листья располагаются по всей длине псевдобульбы, линейной или ланцетной формы, длиной 7-10 см, опадают после вызревания побегов.
Соцветия короткие, 2-4 цветковые. Образуются на вызревших побегах.
Цветки ароматные, восковой фактуры, 6-8 см в диаметре, окраска изменчива: листочки околоцветника от бледно-сиреневых до розовых, губа с темно-лиловым пятном в основании; увядают через 3-6 недель.

## Ареал, экологические особенности
Ассам, Гималаи, Непал, Индия, Бутан, Сикким, Мьянма, север Таиланда, Лаос, значительная часть южного Китая и Вьетнам.
Эпифит, реже литофит на скалах покрытых мхом. 
 Горные вечнозеленые и листопадные леса. 
 В Индии отмечены на высотах от 200 до 2000 метров над уровнем моря. В северных районах Таиланда от 600 до 1500 метров над уровнем моря. 

На протяжении ареала климат теплый и влажный в летний период, более сухой и прохладный в зимний. 

Местообитания с высокой степенью инсоляции (50-100 % от прямого солнечного света).
Относится к числу охраняемых видов (II приложение CITES)

## В культуре
Dendrobium nobile является одним из наиболее широко культивируемых видов дендробиумов. 
 Цветение с января по март.
Температура воздуха: 

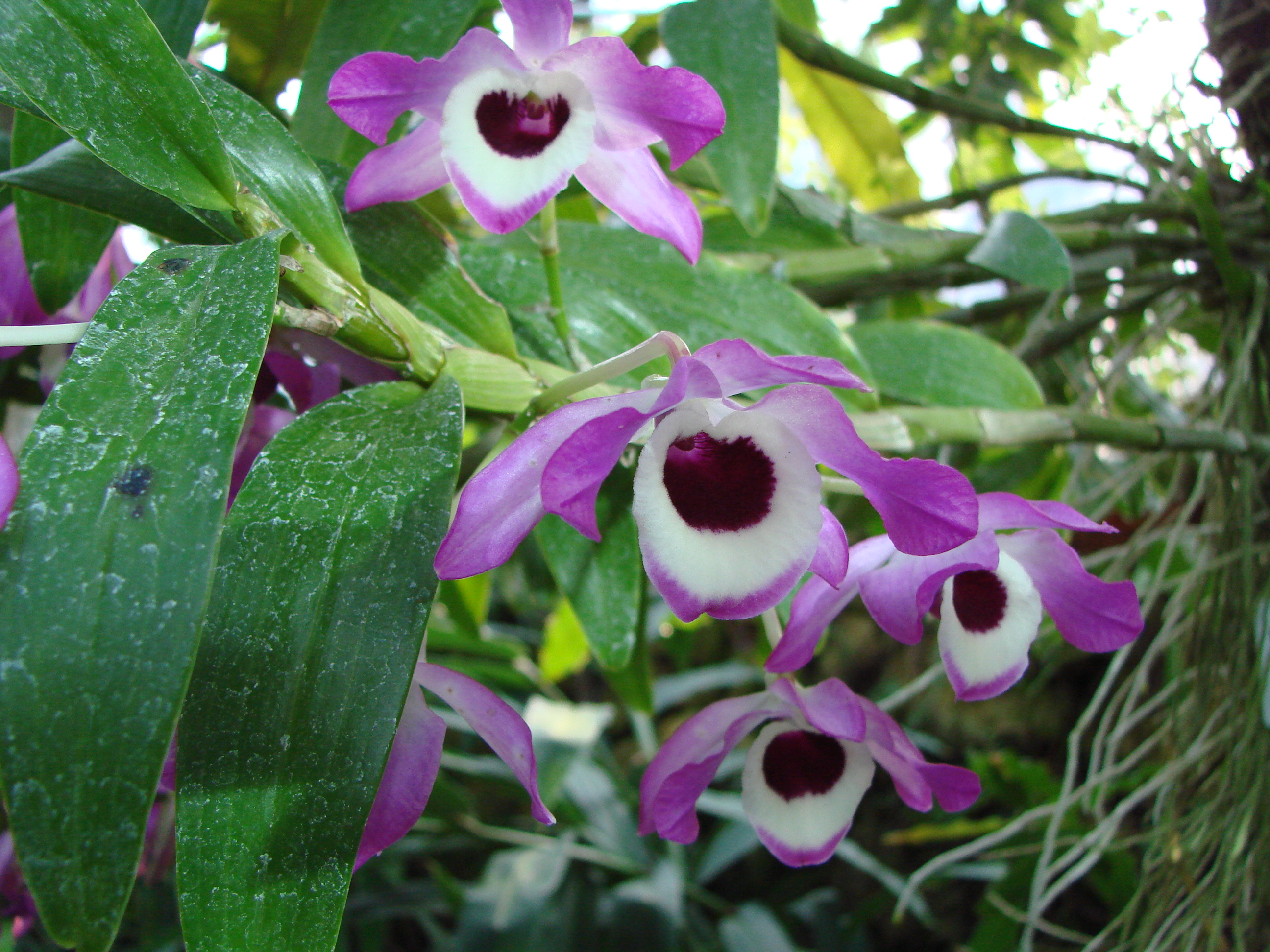
Dendrobium nobile

— летом, днем в среднем 26-28C°, ночью в среднем 19-20C°. 

— зимой, днем в среднем 25-28C°, ночью в среднем 9-10C°.
Посадка на блок или в корзинку для эпифитов. Субстрат не должен препятствовать движению воздуха. Состав субстрата — сосновая кора средней и крупной фракции.
Период покоя с октября по март. В этот период растение практически не поливают. Регулярный полив начинают с момента появления новых побегов.. Частота полива в период вегетации должна быть подобрана таким образом, чтобы субстрат внутри горшка успевал почти полностью просохнуть, но не успел высохнуть полностью.
Относительная влажность воздуха около 80 % летом, 60 % в зимний период.

Освещение: яркое рассеянное, прямое солнце в первой и второй половине дня.

## Искусственныегибриды(грексы)

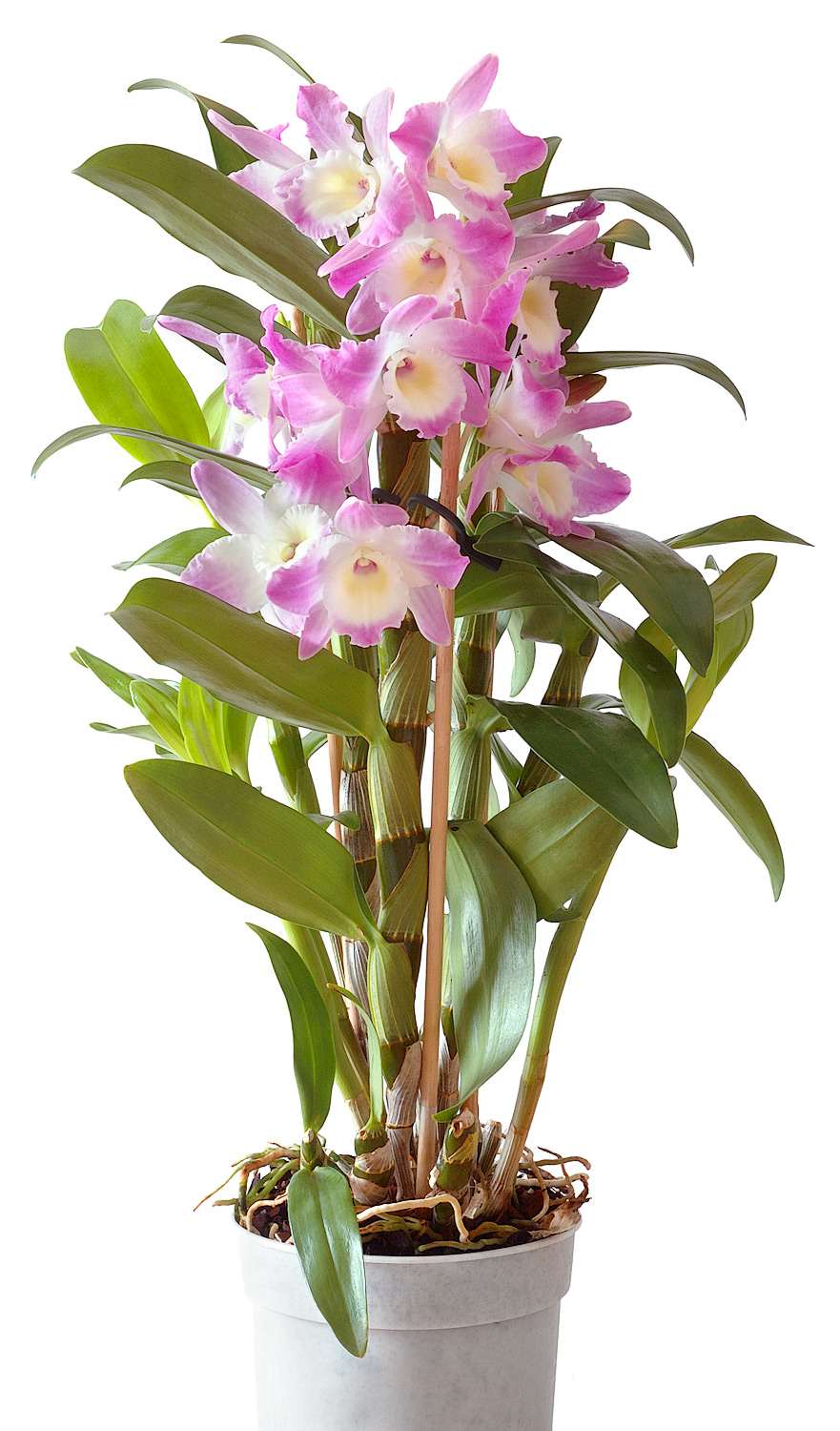
Гибрид на основе Dendrobium nobile

В настоящее время яркие и неприхотливые гибриды почти полностью вытеснили исходный вид. 
 Гибридизация направлена в сторону получения более коротких и тонких псевдобульб, что лучше отвечает требованиям горшочной культуры. Так же для получения более крупных, интересной формы цветов яркой окраски. Наиболее распространены Yamamoto hybrids, группа названная по имени японского селекционера, который вывел большинство из них. Также широко распространены гибриды голландского производства. Цветы гибридов часто намного пышнее и ярче, чем у видовых растений.
- Den. Ainsworthii = Den. aureum x Den. nobile (1874)
- Den. Cassiope = Den. moniliforme x Den. nobile (1890) Registered by Cookson, N. C.
- Den. Snowflake = Den. Cassiope x Den. nobile (1904) Registered by Colman
- Den. Wiganiae = Den. nobile x Den. signatum (1896)

## Галерея

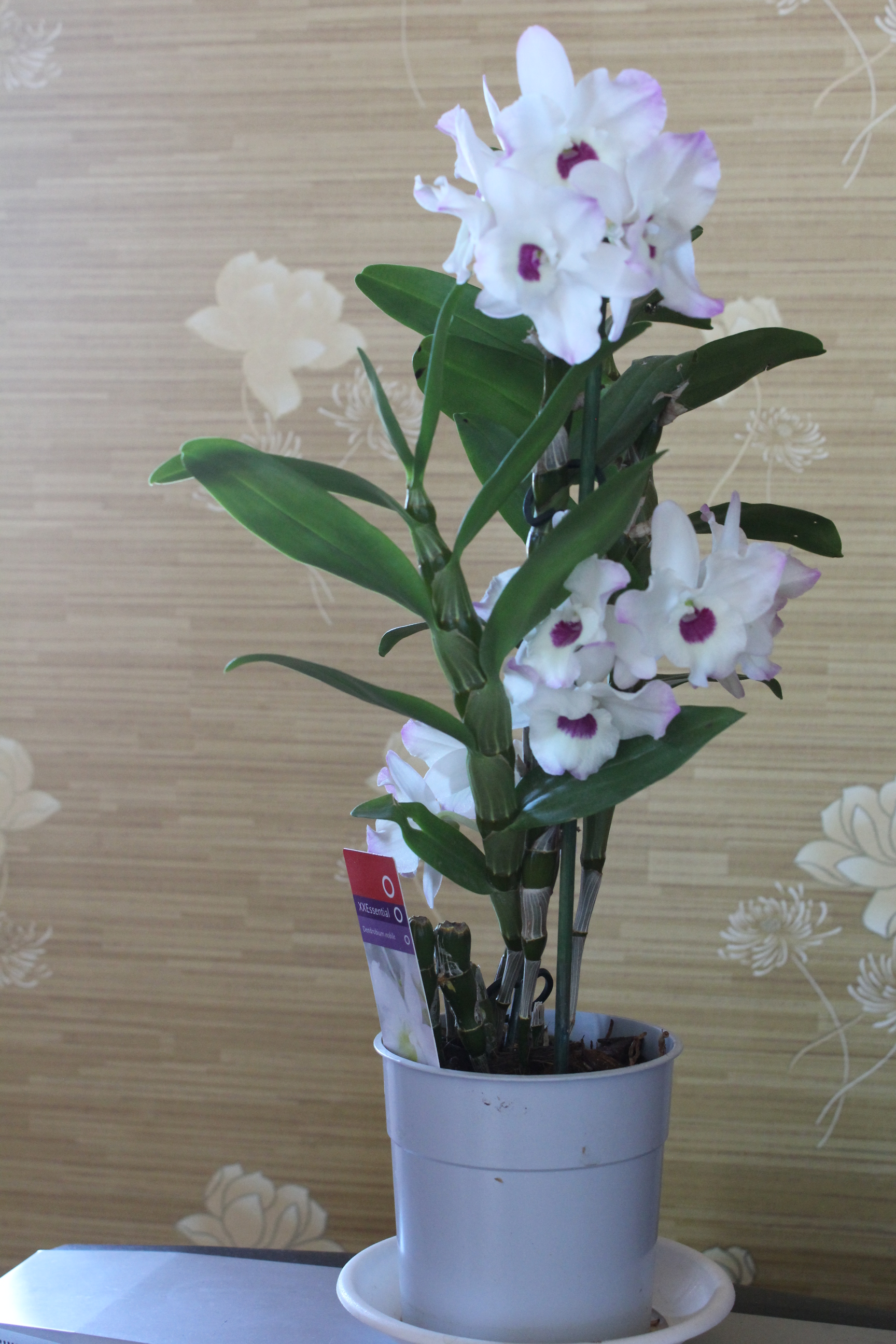
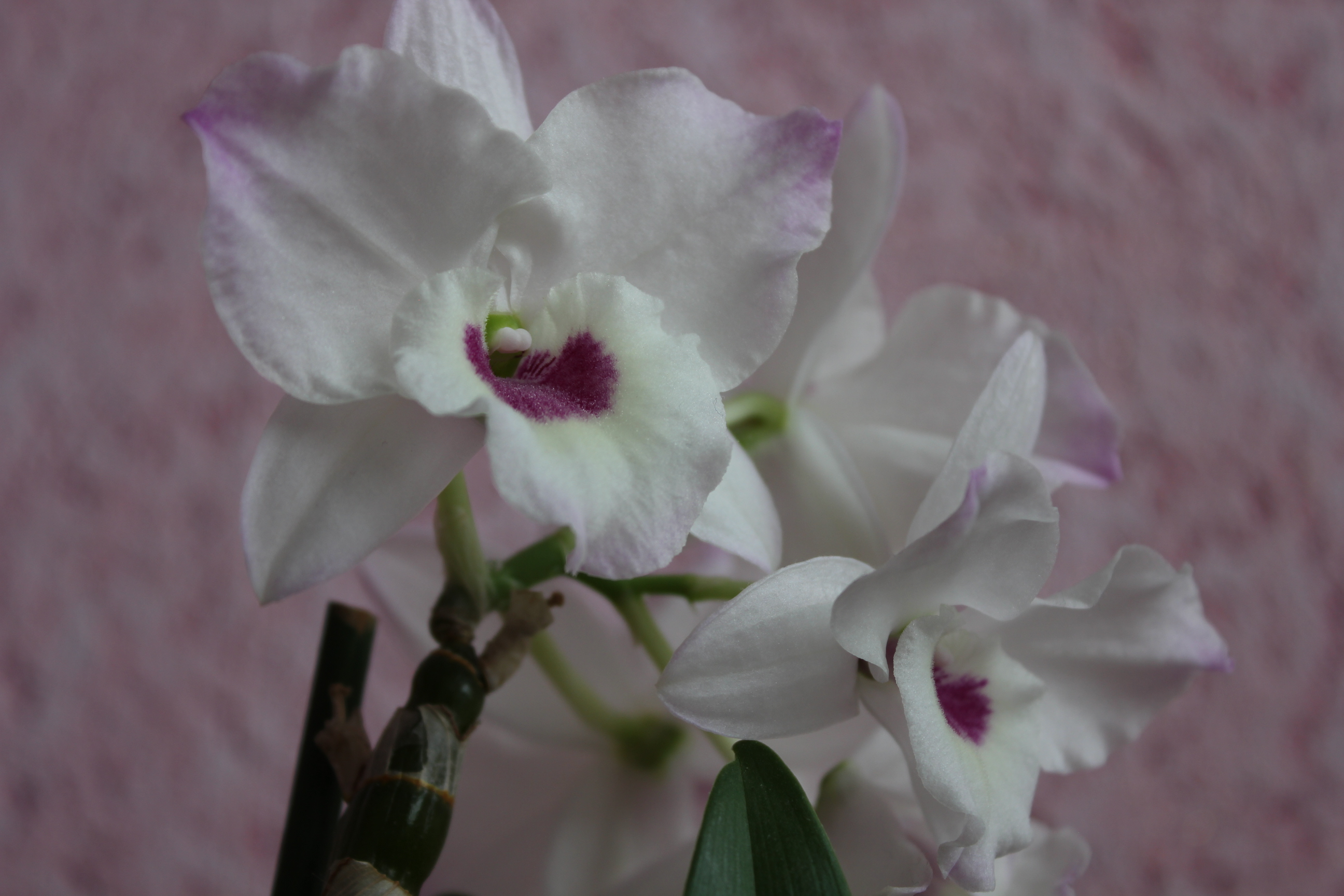